# Xã Villemont, Quận Jefferson, Arkansas
Xã Villemont (tiếng Anh: Villemont Township) là một xã thuộc quận Jefferson, tiểu bang Arkansas, Hoa Kỳ. Năm 2010, dân số của xã này là 86 người.